# Ricardo Mañé
Ricardo Mañé Ramirez (* 14. Januar 1948 in Montevideo; † 9. März 1995 ebenda) war ein uruguayischer Mathematiker, der sich mit der Theorie Dynamischer Systeme und Ergodentheorie befasste und in Brasilien wirkte.

## Leben
Mañé studierte an der Universität von Montevideo (bei Jorge Lewowicz) und wurde 1973 bei Jacob Palis am Instituto Nacional de Matemática Pura e Aplicada (IMPA) in Rio de Janeiro mit der Schrift Persistent Invariant Manifolds are Normally Hyperbolic promoviert. Er forschte und lehrte am IMPA. Seit 1994 war er brasilianischer Staatsbürger.
1974 zeigte er in seiner Dissertation, dass normale Hyperbolizität nicht nur für die Persistenz invarianter Mannigfaltigkeiten notwendig ist (wie schon durch Morris Hirsch, Charles C. Pugh, Michael Shub bekannt war), sondern auch hinreichend. 1988 bewies er die Stabilitätsvermutung für C1-Diffeomorphismen. Von Bedeutung für den Beweis war dabei sein Ergodic Closing Lemma. Verschiedene mathematische Konzepte sind nach ihm benannt. Er ist für ein Buch über Ergodentheorie im Rahmen der Theorie Dynamischer Systeme bekannt.
Von ihm stammt der Satz von Mañé-Bochi (1983).
1983 war er Invited Speaker auf dem Internationalen Mathematikerkongress in Warschau (Oseledec´s theorem from the general viewpoint) und 1994 in Zürich (Ergodic variational methods: new techniques and new problems).
1994 wurde er zum Mitglied der Brasilianischen Akademie der Wissenschaften gewählt.

## Schriften
- Persistent manifolds are normally hyperbolic, Bulletin AMS, Band 80, 1974, S. 90–91, Online (ausführlich unter demselben Titel in: Transactions AMS, Band 246, 1978, S. 261–283)
- Expansive diffeomorphisms, Proceedings of the Symposium on Dynamical Systems (University of Warwick, 1974), Lect. Notes in Math. Vol. 468, Springer 1975, S. 162–174
- On the dimension of the compact invariant sets of certain non-linear maps, Springer, Lectures Notes in Math. Vol. 898, 1981, S. 230–242.
- An ergodic closing lemma, Annals of Mathematics, Second Series, Band 116, 1982, S. 503–540.
- mit P. Sad, D. Sullivan: On the dynamics of rational maps, Annales scientifiques de l'École Normale Supérieure, Band 16, 1983, S. 193–217
- A proof of the C1 stability conjecture, Publications Mathématiques de l'IHÉS, Band 66, 1987, S. 161–210
- On the topological entropy of geodesic flows, Journal of Differential Geometry, Band 45, 1997, S. 74–93.
- Ergodic Theory and Differentiable Dynamics, Ergebnisse der Mathematik und ihrer Grenzgebiete, Springer 1987